# ويليام فوكنر
ويليام كاثبيرت فوكنر (بالإنجليزية: William Cuthbert Faulkner) (25 سبتمبر 1897 – 6 يوليو 1962) هو كاتب أمريكي حائز على جائزة نوبل، من مدينة أوكسفورد بولاية ميسيسيبي. كتب فوكنر رواياتٍ وقصصًا قصيرة ونصوصًا سينمائية والشعر ومقالات ومسرحية. يُعرف بالدرجة الأولى لرواياته وقصصه القصيرة التي كان مسرحها مقاطعة يوكنا باتاوفا الخيالية، المستنِدة إلى مقاطعة لافاييت بولاية ميسيسيبي حيث أمضى معظم حياته.

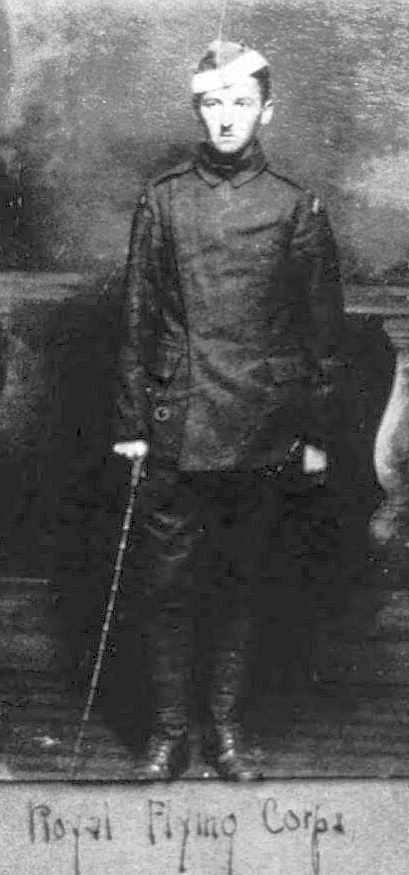
فولكنر في تورنتو عام 1918

فوكنر واحد من أشهر الكتّاب في الأدب الأمريكي عمومًا والأدب الجنوبي على وجه التحديد. برغم أن أعماله كانت قد نُشِرت منذ عام 1919 وغالبًا خلال عشرينيات وثلاثينيات القرن العشرين، وصلت شهرة فوكنر إلى ذروتها عند نشر مؤلف مالكولم كاولي فوكنر المحمول وفوزه بجائزة نوبل في الأدب عام 1949، ما جعله مسيسيبي المولد الوحيد الحائز على جائزة نوبل. حاز اثنان من أعماله، حكاية خرافية (1954) وروايته الأخيرة الريفرز (1962)، على جائزة بوليتزر عن فئة الأعمال الخيالية. في عام 1998، صنّفت شركة موديرن لايبرري روايته لعام 1929 الصخب والعنف في المرتبة السادسة ضمن أفضل مئة رواية باللغة الإنجليزية في القرن العشرين، شملت القائمة أيضًا بينما أرقد محتضرة (1930) وضَوء في آب (1932). وتظهر أبشالوم أبشالوم في قوائم مشابهة.[بحاجة لمصدر]

## حياته ومسيرته المهنية
وُلِد ويليام كاثبيرت فوكنر في نيو ألباني بميسيسيبي، كان ويليام فوكنر أول أربعة أبناء لموري كاثبيرت فوكنر (17 أغسطس 1870 – 7 أغسطس 1932) ومود بتلر (27 نوفمبر 1871 – 16 أكتوبر 1960). كان لديه ثلاثة أشقاءٍ أصغر سنًا: موري تشارلز «جاك» فوكنر (26 يونيو 1899 – 24 ديسمبر 1975) والأديب جون فوكنر (24 سبتمبر 1901 – 28 مارس 1963) ودين سويفت فوكنر (15 أغسطس 1907 – 10 نوفمبر 1935).
بعد عيد ميلاده الأول بفترة قصيرة، انتقلت أسرته إلى ريبلي بولاية ميسيسيبي، حيث عمل والده موري كأمين صندوق لشركة غولف آند شيكاغو للسكك الحديدية التي كانت تمتلكها الأسرة. كان موري يأمل بأن يرِث شركة السكك الحديدية عن والده، جون ويسلي تومسون فوكنر، غير أنه لم يكن لدى جون سوى القليل من الثقة بقدرة موري على إدارة الأعمال وباع الشركة مقابل 75 ألف دولار. بعد بيع الشركة، اقترح موري على عائلته خطةً لبدايةٍ جديدة بالانتقال إلى تكساس وأن يصبح مالك مزرعة. إلا أن مود لم توافق على هذا الاقتراح، وانتقلوا عوضًا عن ذلك إلى أوكسفورد بميسيسيبي حيث امتلك والد موري عدة أعمال، ما جعل إيجاد موري لعملٍ أمرًا سهلًا. وهكذا وقبل أربعة أيام من عيد الميلاد الخامس لويليام، استقرّت أسرة فوكنر في أوكسفورد، المدينة التي عاش فيها بشكل متقطع لبقية حياته.
كان لأسرة ويليام، على وجه الخصوص والدته مود، وجدّته من ناحية أمه ليليا بتلر وكارولين «كالي» بار (المربّية الأمريكية ذات الأصول الأفريقية التي تولّت تربيته منذ الطفولة) تأثيرٌ حاسم على نموّ مخيّلته الفنية. كانت كلٌّ من أمه وجدته قارئتين نهمتين وكذلك كانتا أيضًا رسّامتين ومصوّرتين، الأمر الذي علّمه اللغة البصرية. في حين كان والده يستمتع في النزهات ويشجع أبناءه على الصيد والمطاردة وصيد الأسماك، كانت مود تُعلي من قيمة التعليم وتجد متعتها في القراءة والذهاب إلى الكنيسة. علّمت أبناءها أن يقرأوا قبل إرسالهم إلى المدارس العامة وجعلتهم على معرفة بالكلاسيكيات مثل تشارلز ديكنز والحكايا الخرافية من ألمانيا. كان تعليم كالي بار لفوكنر الذي استمر مدى الحياة مسألةً محورية في استحواذ سياسة الجنسانية والعرقية على رواياته.
كتلميذٍ، كان لفوكنر نجاحات منذ البداية. إذ برع في الصف الأول، وتخطّى الصف الثاني، وكان تلميذًا متفوّقًا في الصفين الثالث والرابع. إلا أن فوكنر بدأ بين الصفين الرابع والخامس في المدرسة يصبح طالبًا أكثر هدوءًا وانعزالًا.

## أعماله
- البعوض (رواية)  Mosquitoes عام )1927 الصخب والعنف  The Sound and the Fury عام )1929 البلدة (رواية)
- الضوء في أغسطس (رواية)   Light in August عام 1931
- القصر (رواية)
- اللامقهورون (رواية)
- الملاذ (رواية لفوكنر) Sanctuary عام 1931

- الناهبون (رواية)
- ديواناً بعنوان »الفاون « أو »إلـه المـراعي المرمريّ « The Marble Fauعـام )1924
- راتب جندي « Soldier’s Pay عـام 1926
- سارتوريس  « Sartoris عام )1928
- بينما أرقد محتضرة «As I Lay Dying عام 1930
- أبشالوم أبشالوم«! Absalom !Absalom عام )1936
- اهبط يا موسى « Go Down Moses
- حكاية « A Fable عام )1945 وهي أطول رواياته
- الدبّ « The Bear
- وردة لإميلي « A Rose for Emily
  - مرثية راهبة

## روابط خارجية
- ويليام فوكنر على موقع IMDb (الإنجليزية)
- ويليام فوكنر على موقع الموسوعة البريطانية (الإنجليزية)
- ويليام فوكنر على موقع مونزينجر (الألمانية)
- ويليام فوكنر على موقع ألو سيني (الفرنسية)
- ويليام فوكنر على موقع ميوزك برينز (الإنجليزية)
- ويليام فوكنر على موقع قاعدة بيانات برودواي على الإنترنت (الإنجليزية)
- ويليام فوكنر على موقع إن إن دي بي (الإنجليزية)
- ويليام فوكنر على موقع ديسكوغز (الإنجليزية)
- ويليام فوكنر على موقع قاعدة بيانات الفيلم (الإنجليزية)
- ويليام فوكنر على موقع كينوبويسك (الروسية)